# Xã Portsmouth, Michigan
Xã Portsmouth (tiếng Anh: Portsmouth Township) là một xã thuộc quận Bay, tiểu bang Michigan, Hoa Kỳ. Năm 2010, dân số của xã này là 3.306 người.